# Галкин, Владимир Николаевич (дзюдоист)
Владимир Николаевич Га́лкин (род. 22 июня 1979) — российский дзюдоист, серебряный (2000, 2005) и бронзовый (2000, 2002, 2004, 2008) призёр чемпионатов России, призёр чемпионата мира среди студентов, призёр этапов Кубка мира (2005 и 2006 годы), мастер спорта России международного класса. Выступал в тяжёлой весовой категории (свыше 100 кг).

## Спортивные результаты
- Чемпионат России по дзюдо 2000 года, свыше 100 кг — ;
- Чемпионат России по дзюдо 2000 года, абсолютная категория — ;
- Чемпионат России по дзюдо 2002 года, свыше 100 кг — ;
- Чемпионат России по дзюдо 2004 года, свыше 100 кг — ;
- Чемпионат России по дзюдо 2004 года, абсолютная категория — ;
- Чемпионат России по дзюдо 2005 года, абсолютная категория — ;
- Чемпионат России по дзюдо 2008 года, абсолютная категория — ;